# 18818 Yasuhiko
18818 Yasuhiko este un asteroid din centura principală de asteroizi.

## Descriere
18818 Yasuhiko este un asteroid din centura principală de asteroizi. A fost descoperit pe 21 iunie 1999 la Nanyo de Tomimaru Okuni. El prezintă o orbită caracterizată de o semiaxă mare de 2,29 ua, o excentricitate de 0,14 și o înclinație de 6,1° în raport cu ecliptica.